# Juan Antonio de Torre Salvador

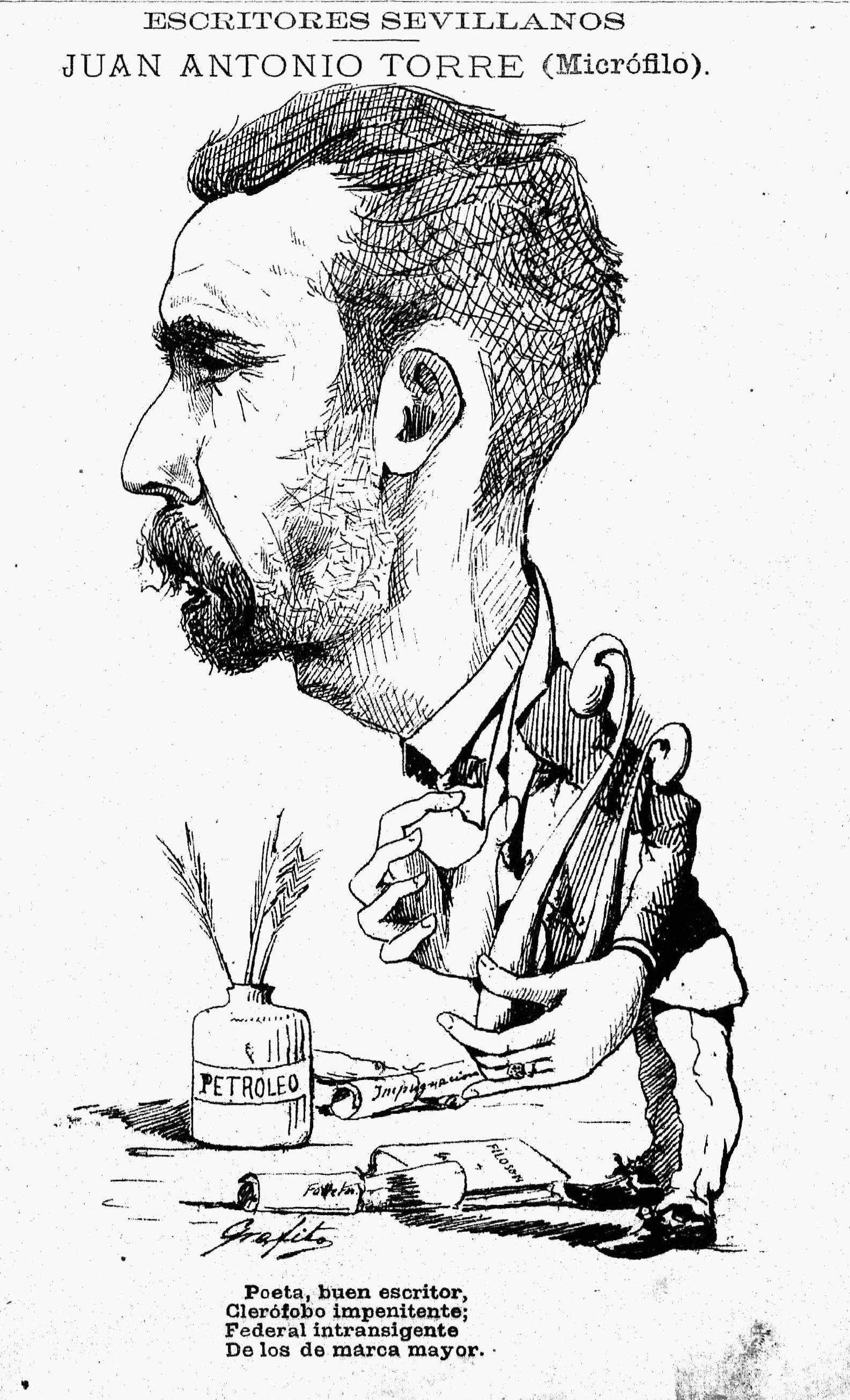
Retrato caricaturesco de Micrófilo (Perecito, 1888)

Juan Antonio de Torre Salvador (Guadalcanal, 1857-Guadalcanal, 1903), conocido por su pseudónimo «Micrófilo», fue un folklorista, escritor, poeta y periodista español.

## Biografía
Nacido en la localidad sevillana de Guadalcanal el 15 de diciembre de 1857, fue conocido en sus estudios folkloristas por el pseudónimo «Micrófilo». Masón y miembro de la sociedad El Folklore Andaluz, fue redactor de El Eco de Fregenal y El Pacto, así como dirigió en Sevilla los periódicos Sevilla en Broma y El Cronista, del cual cesó en 1895. También participó en otras publicaciones periódicas como El Solfeo y El Baluarte. Falleció en su localidad natal en febrero de 1903.